# Lucha (deporte)

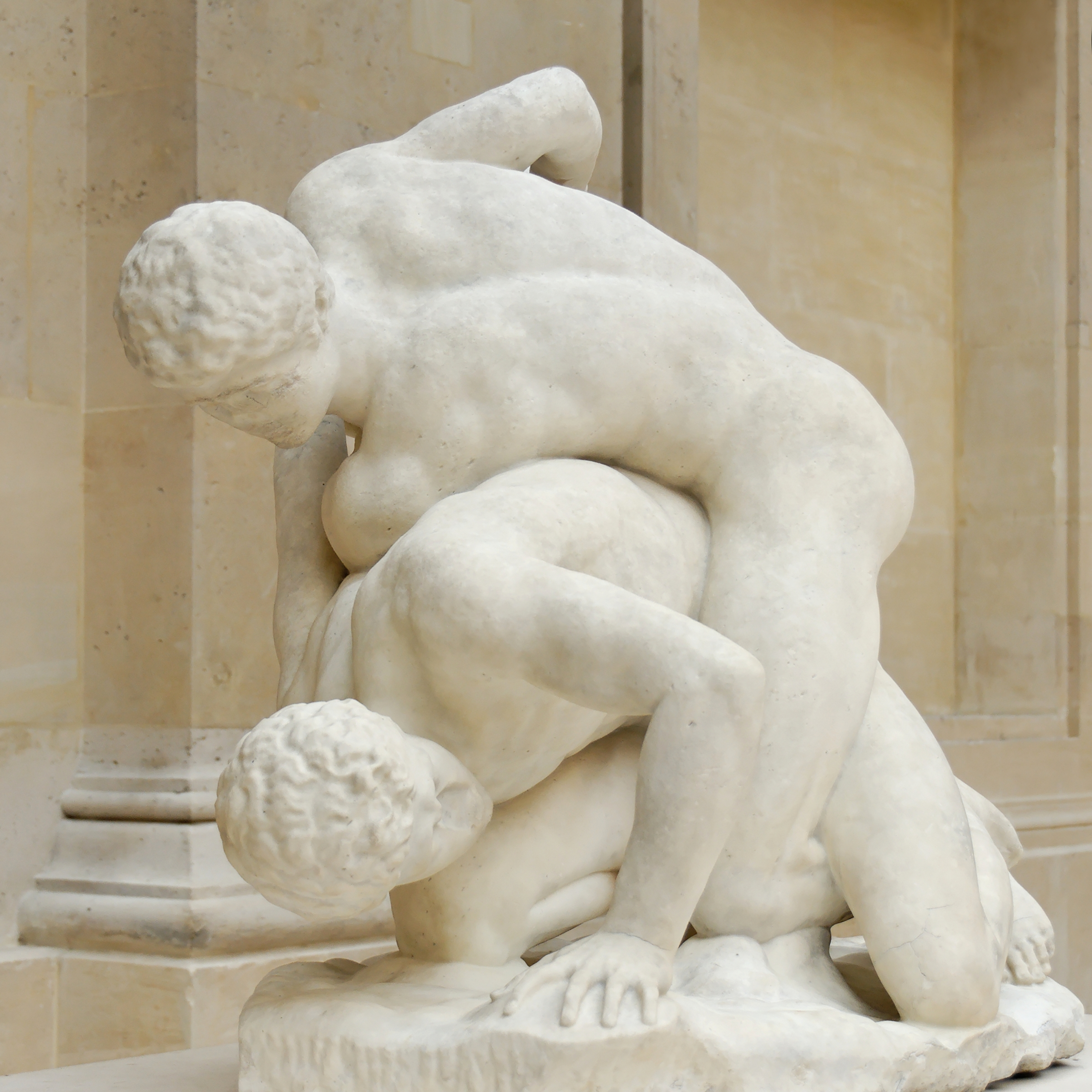
Los luchadores, escultura en mármol obra del escultor francés Philippe Magnier (1647-1715). Esta estatua se instaló primero en el parque del Palacio de Versalles, luego se trasladó en 1689 al parque de Marly y en 1797 a los jardines de las Tullerías. Esta es una copia en el Museo del Louvre

Como deporte, la lucha es un tipo de combate deportivo en el que cada participante intenta derrotar a su rival con el uso de llaves, técnicas de derribo y proyección. El objetivo consiste en ganar el combate haciendo caer al adversario al suelo y manteniendo sus dos hombros fijos sobre el tapiz o ganando a los puntos. Hay, sin embargo, reglas particulares que varían de un estilo a otro.
La lucha es un deporte de fuerza, de combate y cuerpo a cuerpo que está incluido en el programa olímpico.

## Historia
La lucha y el atletismo son los deportes probablemente más antiguos, ambos objeto de competiciones.
No existe un origen común para la lucha, ya que todos los pueblos, en todas las épocas, han tenido alguna forma de lucha. En España han sobrevivido dos formas de luchas tradicionales muy arriesgadas: la lucha canaria y la lucha leonesa, y otras dos más desconocidas: el aluche cantabro y la lucha baltu de Asturias.

### Antigüedad: Olimpíadas, sumerios, Gilgamesh, Babilonia, hititas
La lucha se introdujo en los Juegos Olímpicos de la Antigüedad en el 708 a. C. pero ya existía antes y era conocida por todas las civilizaciones. En efecto se encontraron representaciones de luchadores en las civilizaciones acadia y sumeria. Las primeras informaciones auténticas sobre la lucha se remontan al tiempo de los sumerios. El Poema de Gilgamesh, escrito alrededor del 2300 a. C., hace el relato de competiciones de lucha propia de ese periodo. En Babilonia, existen pruebas arqueológicas como una figurilla de bronce (2600 a. C.) y de competiciones en honor al dios Marduk. Los hititas también la practicaban y conocían.

### Antiguo Egipto
En el Antiguo Egipto, también han aparecido pinturas y relieves que hablan de la lucha, como en la tumba de Petah Hotep, en Saqqara (2300 a. C.), o un mural que es un auténtico manual de lucha, en Beni Hassan (2000 a. C.). En Creta, en Hagia Triada se ha encontrado un relieve con escenas de lucha del periodo minoico (1600 a. C.).
Los etruscos también muestran murales de luchadores en acción en murales de tumbas (s. VI) como los de Tarquinia y otros lugares.

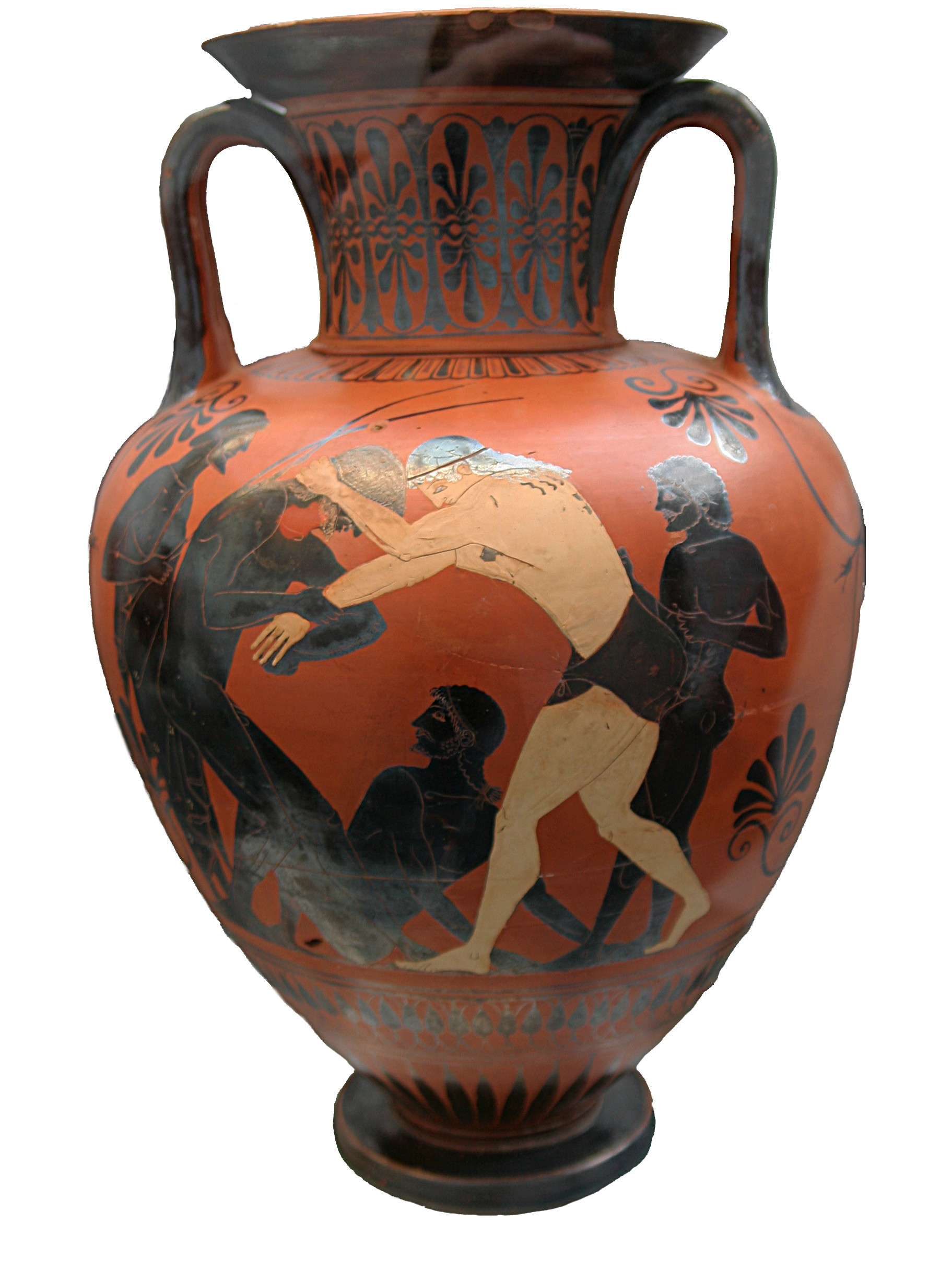
Lucha entre Peleo y Atalanta. Cara A de un ánfora de cuello de figura negra ática, 500-

### Grecia antigua

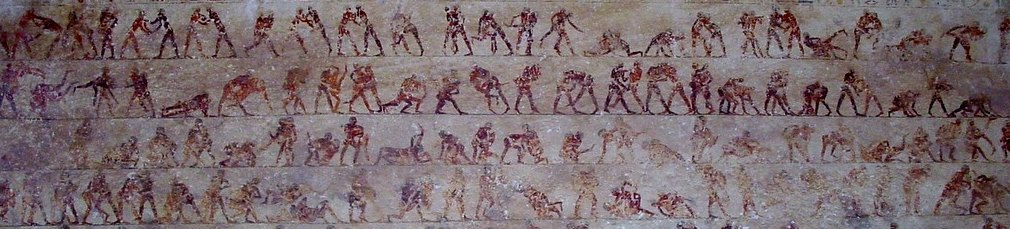
Detalle de escenas de lucha del Antiguo Egipto en la tumba 15 (Baqet III) de Beni Hasan, c..

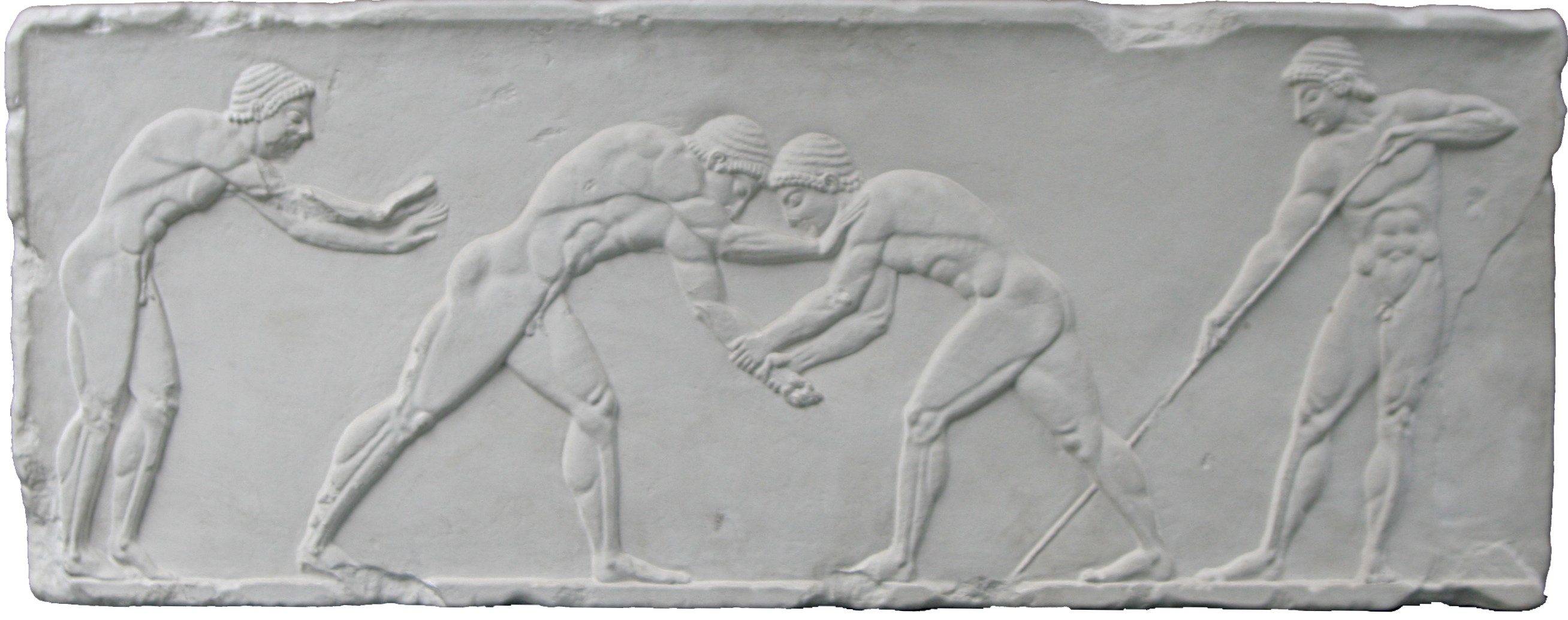
Luchadores mostrados en el centro en un relieve de la Antigua Grecia sobre el pentatlón, c..

En la antigua Grecia, la lucha tenía un lugar principal en las leyendas y la literatura. Según determinados mitos, la invención de la lucha se atribuye a Teseo, a Heracles, a Hermes o a Palestra, hija de Hermes. Aquí está la razón por la cual no es extraño que la lucha haya sido deporte fundamental no solo en los juegos olímpicos antiguos, sino en todos los todos los demás Juegos Panhelénicos. La lucha libre apareció por primera vez en los Juegos Olímpicos de la Antigüedad como prueba durante la XVIII Olimpiada, en el año 708 a. C.. Homero (siglo VIII a. C.) relata en el canto XXIII de su Ilíada el combate entre Áyax Telamonio y Odiseo,. y también hace referencia a ella en el canto VII de la Odisea. Otros autores que hablan de la lucha son Platón, Pausanias, Filóstrato, Plutarco, Heliodoro, etcétera. Dicearco de Mesina escribió que Platón luchó en los Juegos Ístmicos. También aparece reflejada en pinturas sobre cerámica y en esculturas.
La lucha griega era una forma popular de arte marcial entre 1100 hasta 146 a. C..

### Antigua Roma
Los romanos también practicaban la lucha en su preparación física, y aunque ya en 186 a. C. se celebraron juegos atléticos (entre ellos la lucha), Augusto les diese un gran impulso, continuaran con Calígula y Claudio, y alcanzasen su apogeo con Nerón (s. I d. C.), el pueblo romano no entendió el concepto agonístico del deporte y siempre vio estos juegos como espectáculo, prefiriendo otras emociones más fuertes como los combates de gladiadores, las carreras de carros o los enfrentamientos con bestias.

### Japón
Japón tiene también una larga tradición de lucha antigua de más de 2000 años: el primer combate encontrado en los anales japoneses se remonta al 23 a. C.

### En la Biblia
La Biblia, en el Génesis, describe el combate mítico entre Jacob y el Ángel que le vale el cambio de nombre a Israel “el que lucha con Dios”.

### España
En España, ya Estrabón (s. I a. C.), en el libro III de su Geografía, que habla sobre Iberia, hace referencia a que los pueblos del norte practicaban luchas gimnásticas.
Isidoro de Sevilla, en el libro XVIII de sus Etimologías, describe la lucha como una disciplina en la educación de los nobles visigodos (s. VII).

### Imperio Bizantino
El emperador bizantino Basilio I, según los historiadores de la corte, ganó en lucha libre contra un fanfarrón luchador de Bulgaria en el siglo VIII.

### Edad Media: Alfonso X El Sabio
Durante la Edad Media, la lucha sigue siendo popular y se beneficia del patrocinio de numerosas casas reales, especialmente en Inglaterra, Francia y Japón. Es practicada ampliamente por la aristocracia feudal, siendo un parte importante de la educación de los nobles, pero dada su accesibilidad, servía igualmente al endurecimiento físico y moral de los campesinos y soldados, que además hacían concursos durante las festividades. Así Alfonso X El Sabio la nombra en el Libro de los juegos (1283), entre los juegos de la época.
En 1520, en el Campo de la tela de oro, ubicado entre Guînes y Ardres, cerca de Calais y entonces bajo dominio inglés, Francisco I de Francia tiró al suelo a su colega Enrique VIII de Inglaterra en un combate de lucha libre.

### Alemania:sigloXV
Durante la segunda mitad del siglo XV, fueron redactados en Alemania los primeros manuales de lucha. El más antiguo se fecha en 1443, y por primera vez fue impresa la obra de Fabien Auerswald, El arte de luchar, en 1539, en Wittenberg. La lucha se practicaba en los medios aristocráticos y en la educación de sus hijos. Épico fue el combate en 1520 entre el rey de Inglaterra Enrique VIII y el rey Francisco I de Francia.

### Literatura española
Numerosos escritores hablan de la lucha: Miguel de Cervantes, Fray Luis de León, Jorge de Montemayor, Gil Polo, el Marqués de Santillana y otros.[cita requerida] Fuera de España: Dante Alighieri, Geoffrey Chaucer, Ludovico Ariosto, Torcuato Tasso y otros.[cita requerida]

### Los árabes en la península ibérica
La lucha también aparece recogida por Ginés Pérez de Hita, uno de los cronistas de la guerra de los moriscos, en la segunda parte de su libro Guerras civiles de Granada, cuando Abén Humeya, rey de los moriscos sublevados, convocó un combate de lucha, que se asemeja a la lucha turca (Yağlı güreş), en el municipio almeriense de Purchena, en septiembre de 1569. Además de lucha, convocó a una serie de pruebas deportivas y musicales en lo que dio por llamar Juegos Moriscos. Estas pruebas, incluida la lucha, se han recuperado en los últimos años, y es posible asistir y participar anualmente en la competición de lucha cada año a principios del mes de agosto en la citada ciudad almeriense.
Durante el siglo XIX, se extendió por Europa y Gran Bretaña.

### Mongolia, India, Pakistán
En otras regiones, ya se le conoce desde hace tiempo. En Mongolia, por ejemplo, posee una larga tradición de lucha. En la India y Pakistán nacieron numerosos luchadores famosos. Casi todos los países desarrollaron su propio estilo de lucha, son las luchas tradicionales o luchas autóctonas: el Sambo, en Rusia; el Schwingen, en Suiza; el Glima, en Islandia, y el Yağlı güreş (Turkish Oil Wrestling, en inglés), en Turquía, donde la tradición es muy antigua. En España, se cuenta con cuatro tipos de luchas autóctonas, dos muy populares: la lucha leonesa y la lucha canaria, y otras dos un poco menos: la lucha baltu y el aluche cántabro. Ambas, practicadas desde tiempos inmemoriales, tienen sus primeras referencias escritas en los siglos XV y XVI.

### Historia olímpica moderna
Cuando los Juegos Olímpicos rehicieron su aparición en Atenas en los primeros Juegos Olímpicos de la era moderna en 1896, se consideró importante que la lucha fuera incluida desde un punto de vista histórico de tal forma que se volvió uno de los elementos centrales de los Juegos. La lucha grecorromana se percibía como la verdadera reencarnación de la lucha griega y la lucha romana de la Antigüedad y fue la que estuvo presente en esa primera olimpiada.

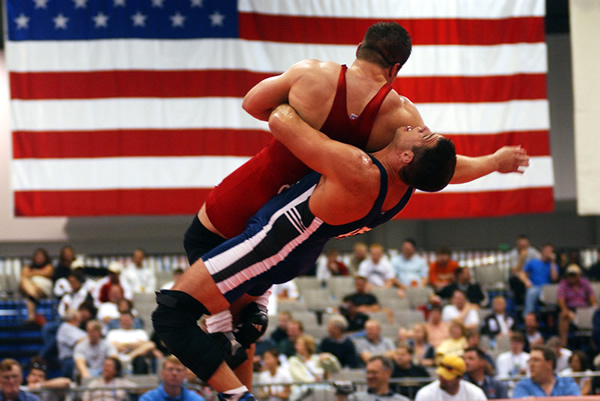
Lucha grecorromana

La lucha libre se admitió en los Juegos olímpicos en la sesión del COI celebrada en París en 1901. Las primeras pruebas olímpicas tuvieron lugar en los Juegos Olímpicos de verano de 1904 en Saint Louis en los Estados Unidos. Los administradores olímpicos decidieron añadir esta nueva disciplina, de pasado ciertamente menos rico y menos noble que la anterior pero gozando de un enorme renombre, en particular, en Gran Bretaña y a los Estados Unidos, que era una de las atracciones estrellas de las verbenas y ferias del siglo XIX, una forma de entretenimiento profesional. Al igual que la lucha grecorromana, cuenta desde entonces entre las grandes disciplinas de los Juegos Olímpicos.
En 1912, en Suecia, se creó la United World Wrestling (UWW) que es el organismo internacional que dirige este deporte. En la actualidad, la Federación Rusa domina en lucha, en particular en grecorromana, pero es dominada por Estados Unidos en lucha libre. Entre los países de dónde salen luchadores de nivel internacional figuran Irán, Turquía y Mongolia, país donde la lucha es el deporte nacional. Para los Juegos Olímpicos de Sídney en 2000, se modificó el programa de lucha. Desde 1972, la lucha se dividía en diez categorías de peso en los dos estilos. En los Juegos de Sídney, se presentaron solamente ocho categorías de peso en cada estilo. Los pesos también cambiaron ligeramente y se suprimió la categoría más ligera, llamada comúnmente peso semimosca simplemente.
La reducción del número de categorías de 10 a 7 en lucha libre y en lucha grecorromana permitió la introducción de la lucha femenina con cuatro categorías de peso en los Juegos Olímpicos de Atenas en 2004.
El primer campeonato del mundo de lucha grecorromana tuvo lugar en Viena en 1904 y el primero de lucha libre tuvo lugar en Helsinki en 1951.
Diecisiete países se repartieron las medallas de lucha libre en los Juegos Olímpicos de 1996 en Atlanta. Fueron 15 en Sídney y 17 en Atenas.

## La lucha como dominación física o sumisión
La lucha también puede clasificarse según se centre en el dominio físico o la sumisión. Esta distinción ya se conocía en la antigüedad; en la época clásica, por ejemplo, se denominaban luchas canónicas o pancreáticas. Entre las disciplinas pertenecientes al primer ámbito se encuentran la lucha de sumo, la lucha libre o su variante menos conocida, la lucha playa (un estilo basado en las técnicas de la lucha libre pero que, a diferencia de ésta, tiene prohibida la lucha en el suelo; la intención de las federaciones que organizan torneos de lucha playa es promover y difundir la lucha fuera de los gimnasios, aprovechando un entorno de competición natural y muy poblado). Se trata de competiciones en las que la victoria suele conseguirse haciendo retroceder al adversario o sacándolo de un espacio reducido, fomentando generalmente las proyecciones y el trabajo de control. Entre las disciplinas pertenecientes a la segunda esfera se encuentran el jiu-jitsu brasileño, la lucha libre y el grappling de sumisión, en las que la victoria se consigue más bien mediante la rendición del oponente hasta la sumisión y fomentan un tipo de trabajo (principalmente en el suelo, pero no necesariamente) encaminado a conseguirlo. El sambo intenta explorar ambos reinos en diversos grados, dependiendo de la especialidad del sambo.
El término "lucha", del latín lucta, se utiliza generalmente para todo en español. Pero en los países anglosajones (sobre todo en el Reino Unido y Estados Unidos), donde existe una floreciente y antigua tradición de lucha, y de donde proceden los principales atletas y campeonatos, también se utilizan varios términos en los circuitos internacionales y a veces pueden causar confusión.

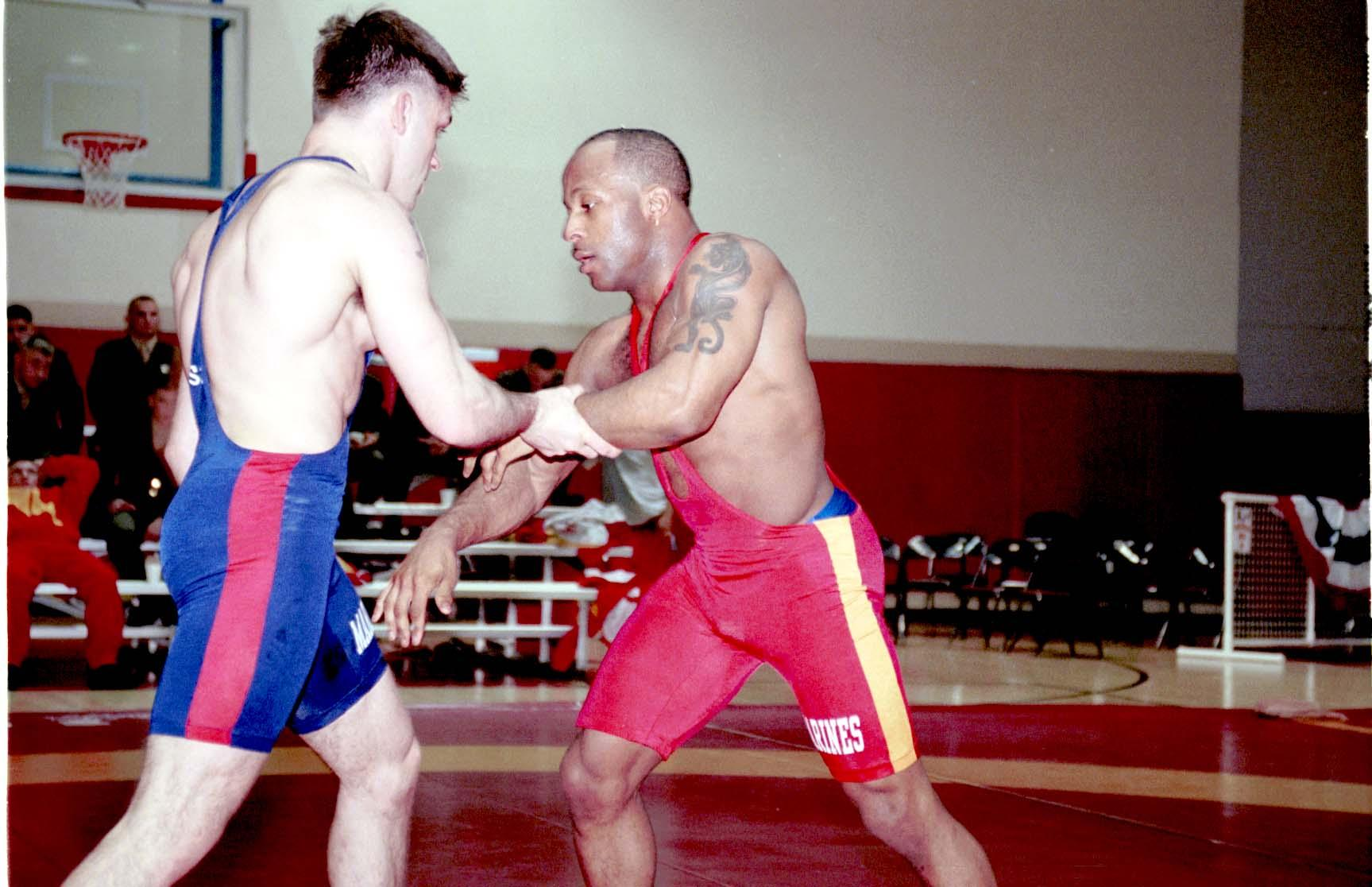
Dos luchadores de estilo libre en acción.

En inglés, el término "wrestling" se utiliza generalmente para definir la parte de la lucha libre consistente en agarres, proyecciones, derribos, agarrones e inmovilizaciones, en la que dos contrincantes se enzarzan en una contienda física en la que intentan alcanzar y mantener una posición de dominio. La palabra se refiere principalmente a la lucha olímpica, que suele denominarse "lucha amateur". El término procede del inglés antiguo y es una de las palabras inglesas más antiguas para describir el combate cuerpo a cuerpo. El diccionario Merriam-Webster lo define como "un deporte o competición en el que dos individuos desarmados luchan cuerpo a cuerpo para someter o desequilibrar al otro".
Sin embargo, también existe el término grappling, que en inglés indica «lucha libre» en general en todos sus aspectos, pero que a veces se entiende que se refiere únicamente a la parte de la lucha libre consistente en técnicas de sumisión (estrangulaciones, estrangulamientos, palancas, llaves y giros) y en técnicas que operan para aplicar las primeras (que no forman parte de las disciplinas de lucha libre, salvo algunas excepciones como la lucha de agarre, que ha adoptado algunas de ellas en sus reglas).
A veces, el término lucha se asocia indebidamente a la lucha de pie y el grappling a la lucha en el suelo, pero en realidad el "trabajo de lucha" también puede realizarse en el suelo, del mismo modo que las palancas o los estrangulamientos también son aplicables de pie.

### Estado actual de la lucha en el mundo

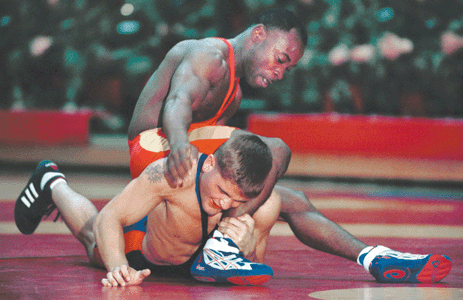
Lucha libre olímpica

En la actualidad, se cuentan cientos de estilos de lucha diferentes en todo el mundo. Y numerosos países tienen estilos locales, como el estilo Glima, en Islandia; el Schwingen en Suiza, o el Cumberland, en Gran Bretaña. Pero, hoy día, son principalmente cuatro estilos que se practican en el marco de las competiciones de lucha aficionada: la lucha grecorromana, la lucha libre, el judo y el sambo. El judo se considera como un deporte de pleno derecho en los Juegos Olímpicos. El sambo es una combinación de judo y lucha libre; sobre todo popular en las Repúblicas de la Antigua Unión Soviética, nunca ha formado parte del programa olímpico. La lucha libre es similar al estilo de lucha universitario americano o lucha folk. Las presas tienen un número casi ilimitado a condición de no ser peligrosas y pueden aplicarse a cualquier parte del cuerpo. La lucha grecorromana limita las presas a la parte superior del cuerpo. En 2005 se ha introducido una nueva variante con carácter más lúdico y emparentado con las luchas tradicionales: la lucha playa.

#### Lucha turca con aceite
La lucha con aceite (en turco: yağlı güreş), también llamada lucha con grasa, es el deporte nacional turco. Se llama así porque los luchadores se rocían con aceite de oliva. Está emparentado con el kurash uzbeko, el khuresh tuvano y el көрәш (köräş) tártaro y bashkir. Los luchadores, conocidos como pehlivanlar, que significa "campeón", visten un tipo de lederhosen cosido a mano llamado kispetler, que tradicionalmente se confecciona con piel de búfalo de agua y, más recientemente, con piel de becerro.
A diferencia de la lucha olímpica, los combates de lucha con aceite pueden ganarse logrando un agarre efectivo del kisbet. Así, el pehlivan intenta controlar a su oponente metiendo el brazo por el kisbet de éste. Ganar con este movimiento se denomina paça kazık. Originalmente, los combates no tenían una duración determinada y podían prolongarse durante uno o dos días, hasta que un hombre lograba establecer la superioridad, pero en 1975 la duración se limitó a 40 minutos para la categoría başpehlivan y a 30 minutos para la categoría pehlivan. Si no se determina un ganador, siguen otros 15 minutos -10 minutos para la categoría pehlivan- de lucha, en los que se mantienen las puntuaciones para determinar el vencedor.
El torneo anual de Kırkpınar, que se celebra en Edirne, en la Tracia turca, desde 1362, es la competición deportiva sancionada más antigua del mundo. En los últimos años, este estilo de lucha también se ha popularizado en otros países.

## Imágenes históricas

Lucha histórica en las artes y la fotografía
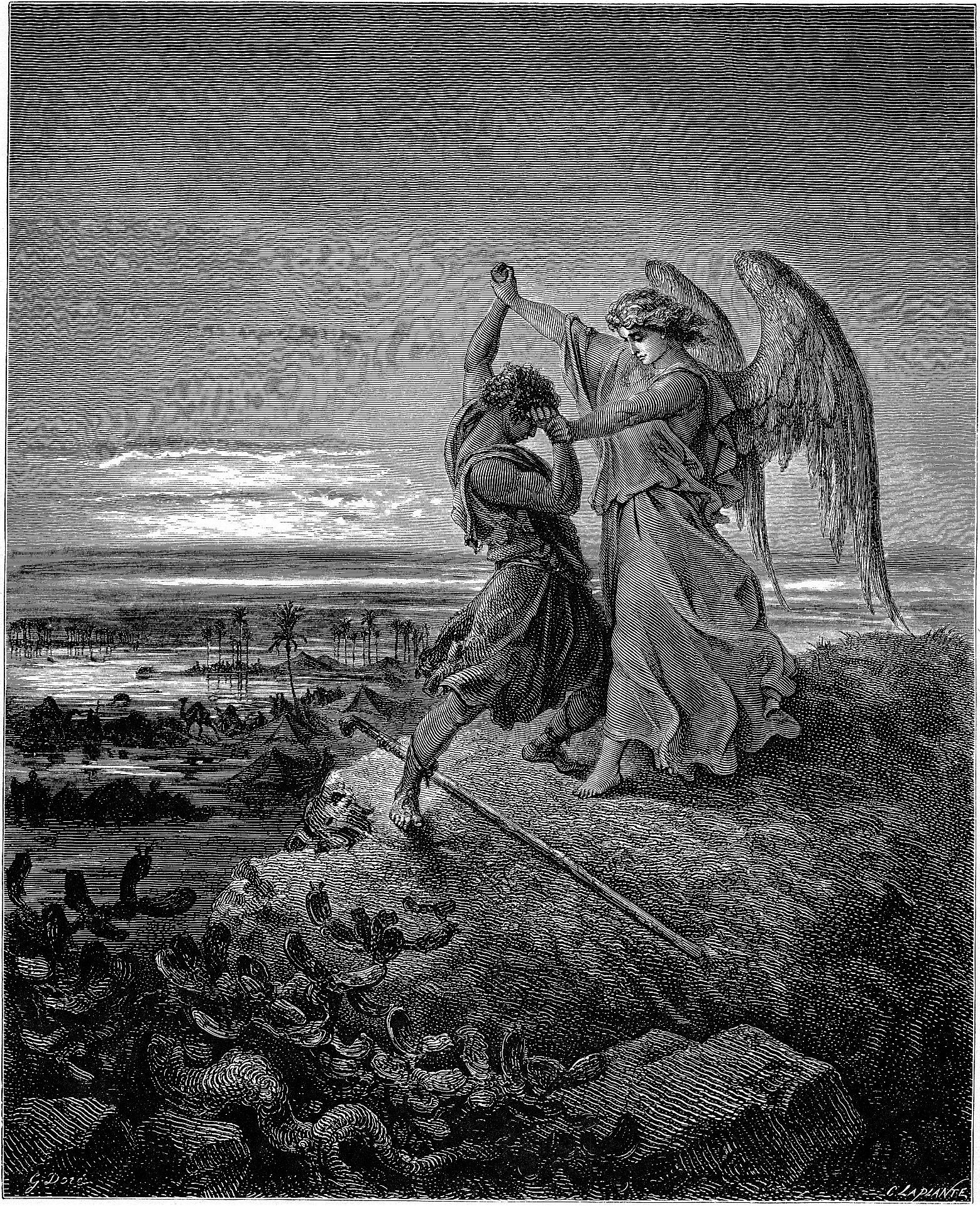
Jacob luchando con el ángel, ilustración de Gustave Doré, 1855
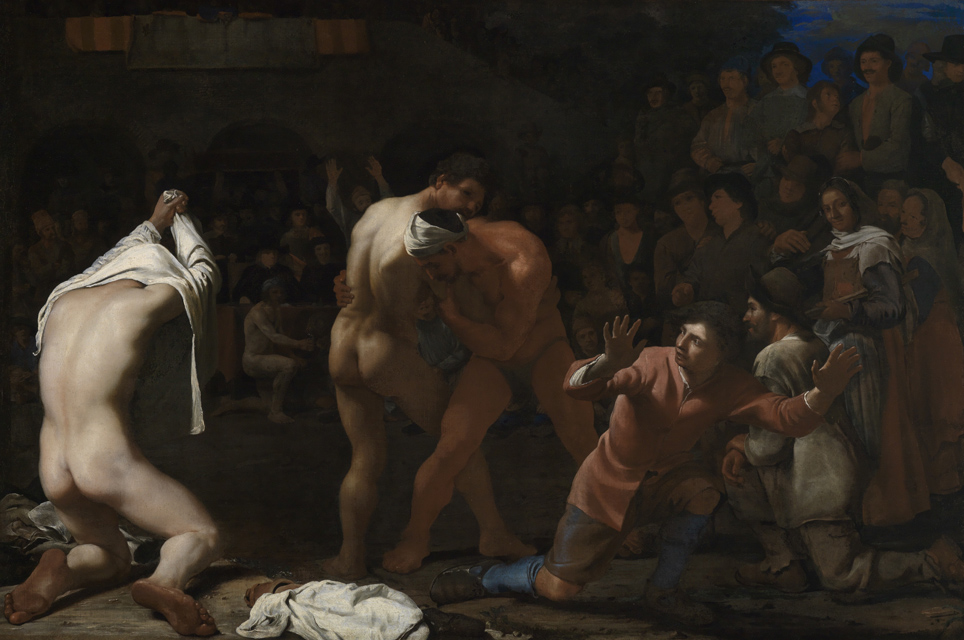
Michiel Sweerts, combate de lucha libre, 1649
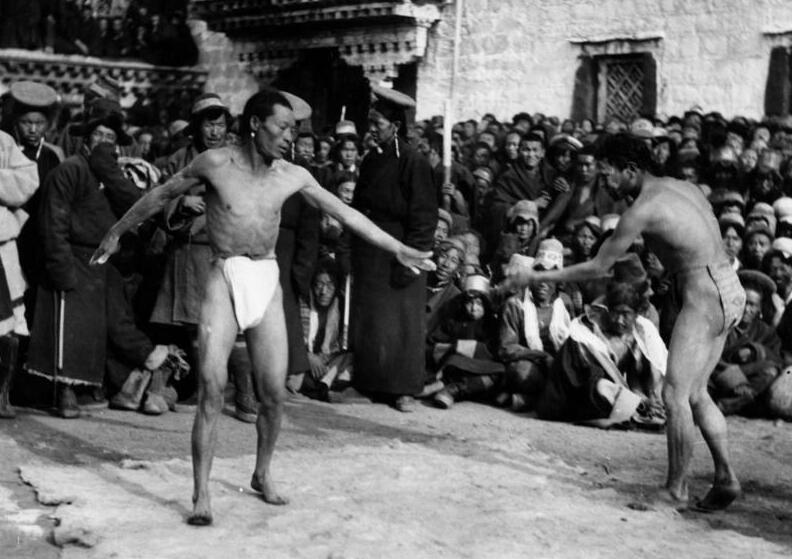
Luchadores tibetanos, 1938
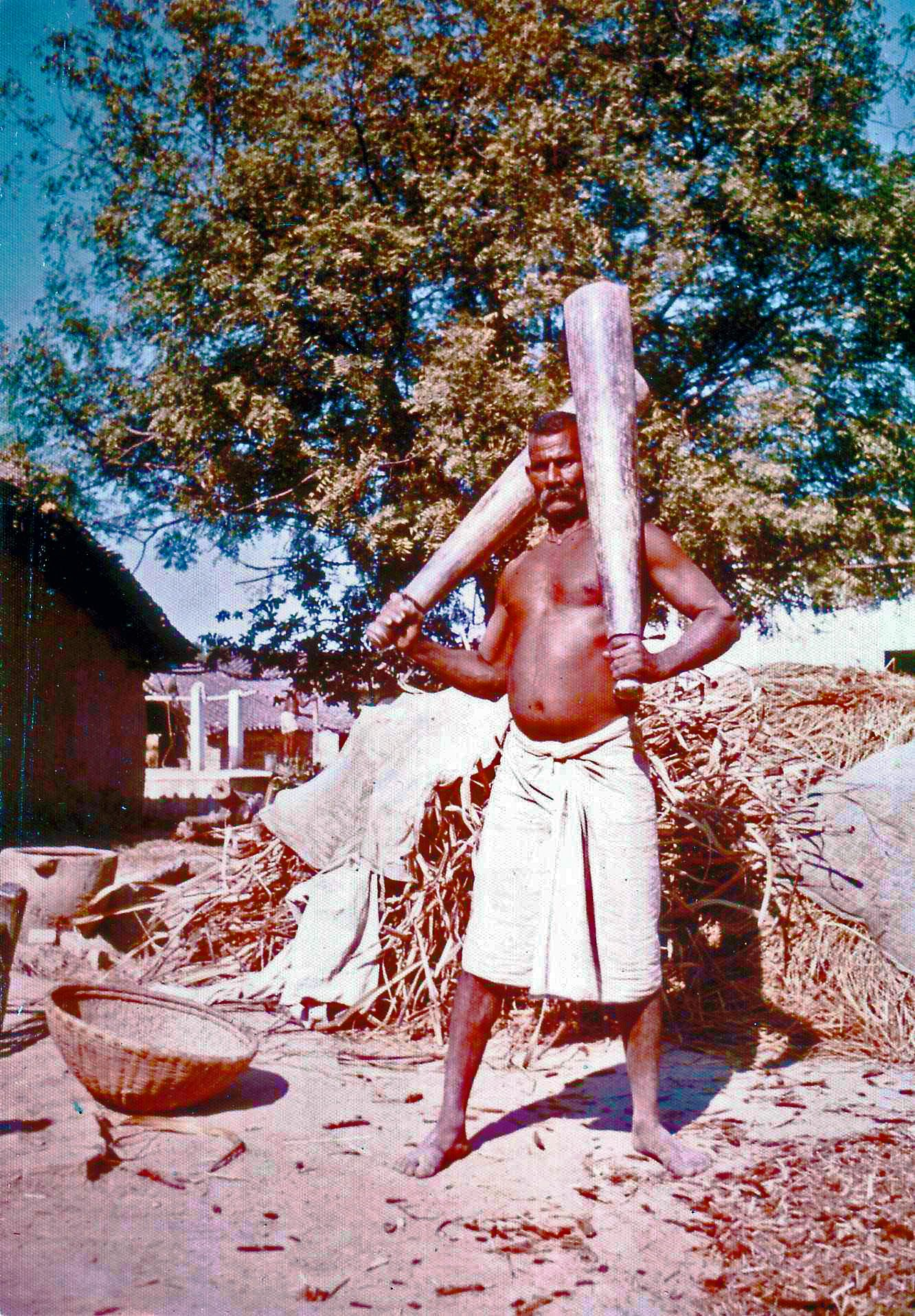
Luchador indio ejercitándose cerca de Varanasi, 1973
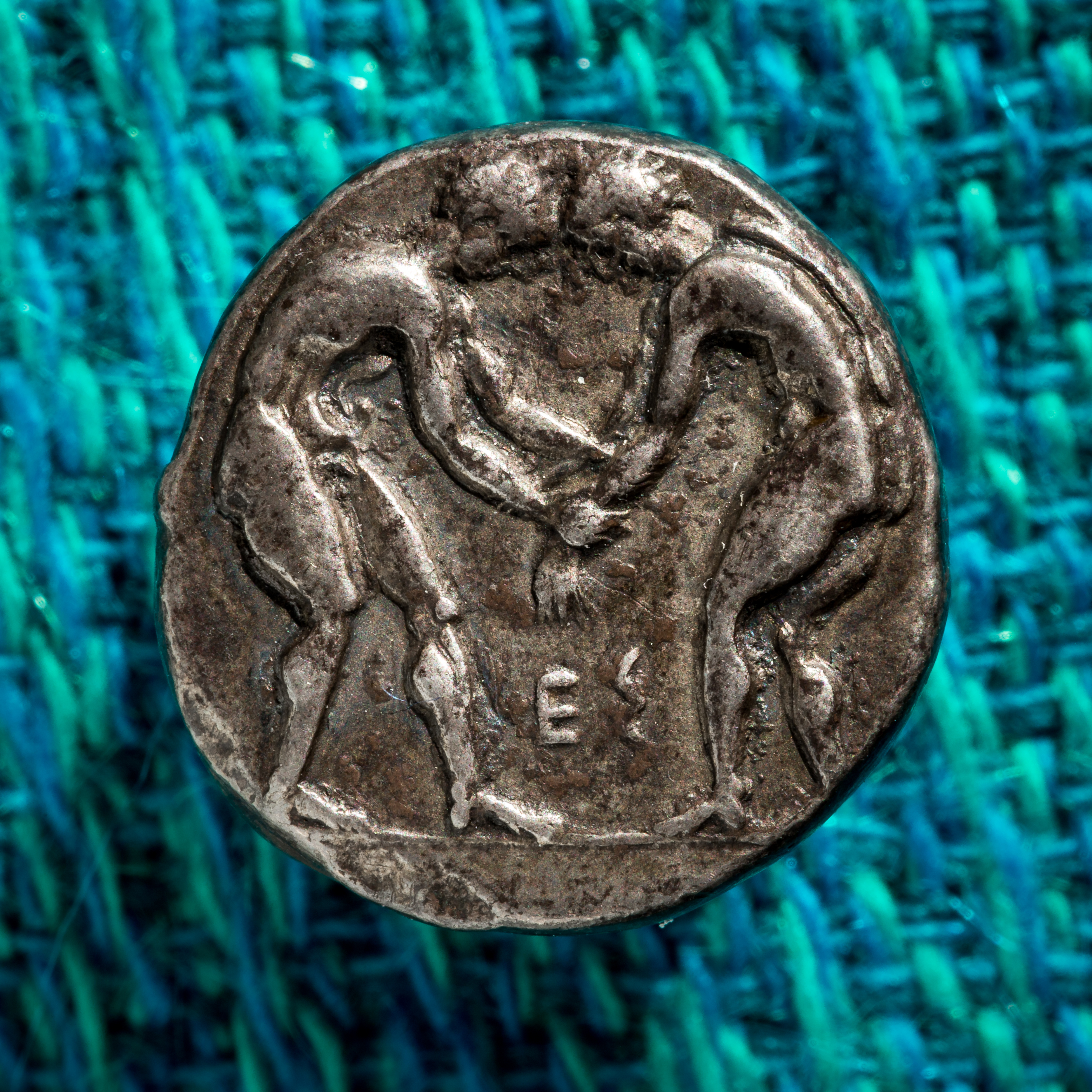
Luchadores en una moneda griega de 400-300 a. C.
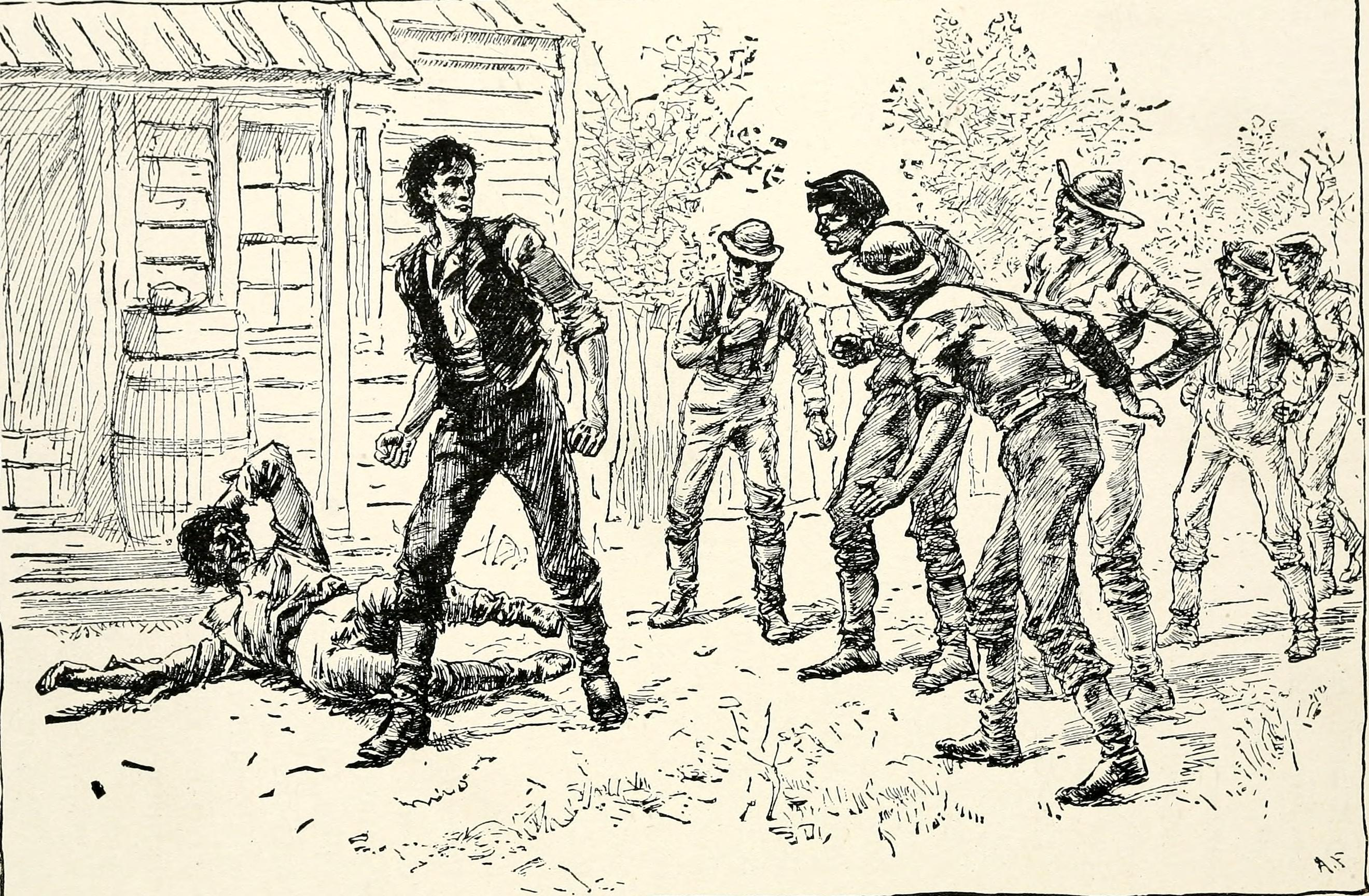
Ilustración de 1904 de Abraham Lincoln luchando
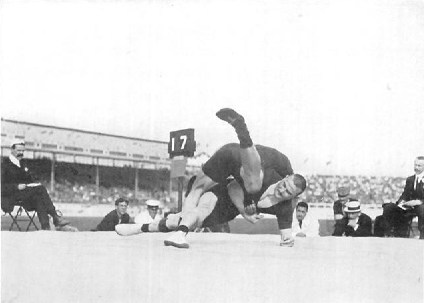
Combate de lucha libre durante los Juegos Olímpicos de Verano de 1908